# Australiskt sjölejon
Australiskt sjölejon (Neophoca cinerea) är en art i familjen öronsälar.

## Utseende
Hanar blir vanligen 180 till 250 centimeter långa och cirka 180 till 250 kilogram tunga (ibland upp till 300 kg). Honor är med en längd av 130 till 180 centimeter och en vikt av 61 till 105 kilogram betydligt mindre. Färgen är hos hannarna mörkbrun och hos honorna silvergrå eller ljusbrun. Honor har dessutom en ljusare undersida som kan vara lite gulaktig.
Ungar är vid födelsen 60 till 70 cm långa och 6,5 till 8 kg tunga. De har en mörkbrun päls och en svartgrå ansiktsmask.
Till skillnad från Hookers sjölejon har arten bara 5 kindtänder i överkäken. Australiskt sjölejon har dessutom 3 framtänder i överkäken, 2 framtänder i underkäken, en hörntand i varje käkhalva och 5 kindtänder i underkäken, alltså 34 tänder.

## Levnadsområde
Kolonier finns längs kustlinjen av västra och södra Australien. De förekommer mest på små öar som ligger nära kusten. På 1800-talet fanns denna art även på Tasmanien och i New South Wales. Australiska sjölejon vandrar sällan och stannar utanför parningstiden i närheten av kolonierna. Den längsta avstånd från sin koloni som en individ av hankön har observerats på var bara 340 kilometer.

## Levnadssätt

### Föda
Arten jagar olika havslevande djur och födans sammansättning kan variera mycket mellan olika individer. Ett favoritbyte är bläckfiskar. Dessutom äter australiskt sjölejon större fiskar som filfiskar (Monacanthidae), läppfiskar (Labridae), beryxfiskar (Berycidae) eller rockor. Ibland fångar arten mindre fiskar och kräftdjur.
Arten jagar vanligen nära vattenytan till ett djup av 37 meter. Ungdjur och honor når ibland ett djup av 90 till 130 meter under födosöket och hanar når ibland ett djup av 150 meter. I sällsynta fall kan hanar dyka till 250 meter under havsytan. Individerna stannar upp till 8 minuter under vattenytan och kan dyka 10 till 11 gånger per timme. En vandring till havs är hos ungdjur och honor 1 till 6 dagar lång och hos hanar 2,5 till 6,7 dagar lång. Jakten sker alltid på dagen, under natten håller sig australiskt sjölejon vid vattenytan eller individen vilar på land.

### Fortplantning
Parningen sker på liknande sätt som hos andra öronsälar. Först strider hannarna om en bra plats i kolonin som ger möjlighet för många parningar. Svaga hannar trängs till kolonins utkant där de sällan får tag i honor. Unga hannar försöker alltid locka bort honor från etablerade hannar. Dessutom hindrar framgångsrika hannar sina honor från att lämna platsen. Det medföljer ibland att en hanne hamnar i en annan hannes revir, vilket försvaras ivrigt. Liknande aggressivitet hos sälhannar finns bara hos sydamerikanskt sjölejon.
Till skillnad från alla andra sälar är parningstiden hos australiskt sjölejon inte kopplad till någon årstid. Mellan två fortplantningstider ligger 17 till 18 månader och de varierar mellan olika kolonier. Betraktad över hela utbredningsområdet förekommer nästan alltid en eller flera kolonier där fortplantningen pågår. Fortplantningstiden är mellan fyra och nio månader lång.
Efter parningen vilar det befruktade ägget 4 till 6 månader innan den egentliga dräktigheten börjar. Den är sedan upp till 14 månader lång (vanligen 12 månader). Honan föder allmänt en enda unge per kull och stannar de första 9 till 10 dagar vid ungen. Modern slutar vanligen efter 15 till 18 månader med digivning kort före den nästa kullen. När modern inte blir dräktig igen eller när den efterföljande ungen dör kan den första ungen dia sin mor upp till tre år. Ungar besöker i början vattenpölar eller det grunda vattnet vid stranden och efter det första pälsbytet som sker efter fyra månader utforskar de även havet. Könsmognaden infaller för honor efter 4,5 till 6 år och för hanar efter 6 år eller ännu senare.

## Beståndet
Jämfört med andra sälarter i samma område är australiskt sjölejon en sällsynt art. Beståndet uppskattas till 12 700 individer och antalet vuxna individer som kan fortplanta sig antas vara 6 500 (2010). Det har aldrig funnits så stora kolonier som hos sydafrikansk pälssäl eller Nya Zeelands pälssäl men ändå var beståndet tidigare större.
Australiskt sjölejon jagades av Australiens ursprungsbefolkning sedan flera tusen år och den jagades under 1700- och 1800-talet av europeiska säljägare. Det första lagliga förbudet att jaga arten undertecknades redan 1889. Förbudet uppdaterades sedan flera gånger. Under nyare tider dör individer när de hamnar av misstag i fiskenät eller genom sjukdomar samt vattenföroreningar. IUCN listar arten som starkt hotad (endangered).